# Boniface Louis André de Castellane
Boniface Louis André, Marquis de Castellane-Novéjean (* 4. August 1758 in Paris; † 21. Februar 1837 ebenda), war ein französischer Adliger, General und Politiker.

## Leben

### Familie
Boniface de Castellane-Novejean ist der Sohn von Esprit François Henri, Comte de Castellane (1732–1789/95), Maréchal de camp, und Louise Charlotte Charon de Ménars.

### Vor der Revolution
Er schlug eine militärische Laufbahn ein, war 1774 Sous-Lieutenant im Infanterieregiment von Aunis, bevor er Mestre de camp en second und dann Oberst des Dragonerregiments von Sègur wurde, das am 17. März 1788 in ein Jägerregiment umgewandelt wurde: das Jägerregiment von Hennegau (Régiment des chasseurs du Hainaut).
Als Freimaurer war er Mitglied der Pariser Loge „La Candeur“, die am 22. Oktober 1775 gegründet wurde.

### Während der Revolution
Am 12. März 1789 wurde er vom Adel der Bailliage Châteauneuf-en-Thymerais im Perche zum Abgeordneten der Generalstände gewählt, denen er vom 5. Mai bis 27. Juni angehörte. Anschließend gehörte er der Konstituante (Assemblée nationale constituante) bis zu ihrer letzten Sitzung und Auflösung am 30. September 1791 an. Im Februar 1790 wurde er Sekretär der Assemblée.
Er war einer der ersten seines Standes, der sich dem Dritten Stand anschloss, und zeigte sich zu Beginn der Sitzung als Liberaler, lehnte auch die strengen Maßnahmen gegen die Emigranten ab.
Er beteiligte sich an der Debatte über die Erklärung der Menschen- und Bürgerrechte und formulierte einen Großteil des Artikels X der Erklärung über die Religionsfreiheit. Nach einer heftigen Diskussion strich er die Religionsfreiheit aus seinem Antrag, der nun nur noch folgenden Artikel enthielt: « Nul ne doit être inquiété pour ses opinions religieuses » - „Niemand darf wegen seiner religiösen Überzeugungen behelligt werden.“ Nach weiteren Änderungen und Gegenänderungen wurde die endgültige Fassung von Artikel X am 23. August 1789 mit folgendem Wortlaut verabschiedet: « Nul ne doit être inquiété pour ses opinions, même religieuses, pourvu que leur manifestation ne trouble pas l'ordre public établi par la loi. » - „Niemand darf wegen seiner Meinungen, auch nicht wegen seiner religiösen, behelligt werden, sofern deren Äußerung nicht die durch das Gesetz festgelegte öffentliche Ordnung stört.“ Er forderte auch die Abschaffung der Staatsgefängnisse sowie die Aufhebung willkürlicher Verhaftungen (Lettres de cachet) und verweigerte dem König das Vetorecht.
Nach dem Ende der Sitzungen nahm er den Militärdienst wieder auf, wurde am 20. März 1792 zum Maréchal de camp befördert, trat jedoch nach dem Tuileriensturm (10. August 1792) zurück. Er wurde während der Terrorherrschaft inhaftiert, auch noch nach dem Sturz Robespierres am 9. Thermidor II (27. Juli 1794), und wurde erst Monate später freigelassen.

### Unter dem Konsulat und dem Ersten Kaiserreich
Er zog sich aufs Land zurück, gründete angeblich ein Handelshaus in Paris und trat erst unter der Konsulatsregierung (1799–1804) wieder auf. Sein Freund, der Prince de Talleyrand-Périgord, verschaffte ihm das Amt des Präfekten der Basses-Pyrénées, das er vom 23. Germinal X (13. April 1802) bis zum 10. August 1810 innehatte. Am 1. Frimaire XI (22. November 1802) ordnete er die Verhaftung der „Bohémiens“, Männer, Frauen und Kinder, aus dem Baskenland an. Die Wähler dieses Departements wählten ihn zum Kandidaten für den Sénat conservateur, ohne dass er dort aufgenommen wurde. 
Am 25. Prairial XII (14. Juni 1804) wurde er zum Mitglied der Ehrenlegion und am 22. Juli 1808 zum Offizier der Ehrenlegion ernannt. Er wurde Baron (14. Februar 1810) und Comte de l’Empire (9. März 1810). Er wurde zum Maître des requêtes und Großkreuz des Verdienstordens der Bayerischen Krone ernannt. Am 10. August 1810 wurde er als Präfekt abgelöst und er ging nach Paris und gehörte dem Staatsrat an.

### Während der Restauration
Er stimmte 1814 der Absetzung Napoleons zu und wurde daraufhin zum Ritter im Ordre royal et militaire de Saint-Louis (8. Juli 1814) und zum Kommandeur der Ehrenlegion (24. November 1814) ernannt. Während der Herrschaft der Hundert Tage hielt er sich zurück, unterzeichnete aber die Ablehnung des Acte additionnel aux Constitutions de l'Empire du 22 avril 1815, dem Zusatzgesetz während der Herrschaft der Hundert Tage. Am 17. August 1815 wurde er zum Pair de France ernannt und am 22. August 1815 als Präsident des Wahlkollegiums der Basses-Pyrénées mit 103 von 146 Stimmen und 226 registrierten Wählern zum Abgeordneten dieses Departements in die Chambre introuvable gewählt, nahm jedoch wegen der Ernennung zum Pair nicht an den Sitzungen der Kammer teil. Er verteidigte im Oberhaus die durch die Verfassung gewährten Freiheiten, stimmte aber auch am 6. Dezember 1815 für die Hinrichtung von Marschall Ney.
Am 1. Juni 1816 beförderte ihn Ludwig XVIII. zum Divisionsgeneral. Am 31. August 1817 bzw. 29. Mai 1819 wurde er zum Comte-Pair ernannt, am 19. August 1823 zum Großoffizier der Ehrenlegion, und am 6. bzw. 26. Juni 1829 zum Marquis-Pair.

## Ehen und Familie
Er heiratete am 12. Mai 1778 Adélaïde Louise Guyonne de Rohan-Chabot (* 17. Januar 1761 in Paris; † 21. Januar 1805 ebenda), Tochter von Marie Charles-Rosalie de Rohan-Chabot, Comte de Jacnac, und Guyonne Hyacinthe de Pons, und Enkelin von Guy-Auguste de Rohan-Chabot. Einziges Kinder dieser Ehe ist Boniface de Castellane, Comte de Castellane (* 21. März 1788 in Paris; † 16. September 1862 in Lyon), Marschall von Frankreich.
In zweiter Ehe heiratete er am 19. Februar 1810 Alexandrine Charlotte de Rohan-Chabot (* 3. Oktober 1763 in Paris; † 8. Dezember 1839 ebenda), Tochter von Louis-Antoine de Rohan-Chabot, Duc de Rohan, und Marie Louise Nicole de La Rochefoucauld, Dame d’Aubijoux, und Witwe von Louis-Alexandre de La Rochefoucauld, Duc de La Rochefoucauld. Die Ehe blieb ohne Nachkommen.